# Ichthyofauna
Als Ichthyofauna, abgeleitet von gr. ἰχθύς (ichthys) für Fisch, wird die Gesamtheit aller Fischarten einer Region bezeichnet. Die erste bekannte Benutzung des Begriffs datiert von 1883.
Neben der Ichthyofauna lassen sich auch andere Tiergruppen einer Region erfassen, diese werden entsprechend bsp. als Avifauna (Vögel), Entomofauna (Insekten) oder Herpetofauna (Reptilien/Amphibien) benannt.

## Belege
1. ↑  Ichthyfauna bei merriam-webster.com (englisch), abgerufen am 4. März 2013.